# شهاب‌الدین آلوسی
شهاب‌الدین محمود بن عبدالله آلوسی (۱۸۰۲–۱۸۵۴) فقیه شافعی، مفسر، ادیب عربی و مفتی عراقی در سدهٔ سیزدهم هجری بود.

## تالیفات
مهم‌ترین اثر او تفسیر روح‌المعانی است که کار نگارش آن در ۱۲۶۸ به اتمام رسیده‌است. محمدحسین ذهبی دربارهٔ این تفسیر گفته‌است:
روش ایشان در چگونگی تدوین این تفسیر، شگفت‌آور است. ایشان روزها مشغول فتوا دادن و تدریس بوده و اوایل شب، جلسات مفید داشته و فرصت برای نوشتن تفسیر نداشته‌است و این کار را در اواخر شب انجام داده، ورقهای نوشته شده را به منشیهای خود سپرده و آنان به مدت ده ساعت آن را پاکنویس می‌کرده‌اند.